# Klostergut
Unter einem Klostergut (auch Klosterhof, Klosterhufe, Klosterhube) versteht man die zu einem Kloster gehörenden Grundstücke und andere Besitztümer. Sie wurden immer als Kirchengüter betrachtet und genossen gleiche Privilegien.
Zu ehemaligen oder bestehenden Klostergütern zählen
- Klostergut zum Heiligen Kreuz, Meißen, Sachsen
- Klostergut Salbke, Magdeburg, Sachsen-Anhalt
- Klostergut Wendhusen, Thale, Sachsen-Anhalt
- Klostergut Paradies, Kanton Thurgau, Schweiz
- Klostergut Fremersberg, Baden-Baden
- Klostergut Warnberg, München, Bayern
- Klostergut Reinshof, Friedland, Niedersachsen
- Klostergut Mariengarten, Rosdorf, Niedersachsen
- Weingut Bergdolt Klostergut St. Lamprecht, Duttweiler
- Klostergut Hilwartshausen an der Weser
- Jakobsbergerhof, Rheintal
- Klostergut Höckelheim, Niedersachsen